# 香港2019年度授勳及嘉獎名單
香港2019年度授勳及嘉獎名單於2019年7月1日於憲報刊登，共399人獲得特區政府行政長官頒授勛銜及作出嘉獎，頒授典禮於11月9日在禮賓府舉行。

## 授勳及嘉獎名單

### 大紫荊勳章
- 余國春先生，大紫荊勳賢，GBS，JP
- 洪祖杭博士，大紫荊勳賢，GBS，JP

### 金紫荊星章
- 廖長江議員，GBS，JP
- 華學佳勳爵，GBS（The Right Honourable the Lord WALKER of Gestingthorpe, G.B.S.）
- 鄺保羅大主教，GBS
- 黃灝玄先生，GBS，JP
- 應耀康先生，GBS，JP
- 黎陳芷娟女士，GBS，JP
- 吳守基先生，GBS，MH，JP
- 唐家成先生，GBS，JP
- 梁智仁教授，GBS，JP
- 陳鎮仁博士，GBS，JP
- 卓永興先生，GBS，JP

### 銀紫荊星章
- 林正財議員，SBS，JP
- 張仁良教授，SBS，JP
- 鍾安德法官，SBS
- 朱景玄先生，SBS，MH，JP
- 周永成先生，SBS，JP
- 簡志豪先生，SBS，MH，JP
- 李思廉博士，SBS，JP
- 唐嘉鴻工程師，SBS，JP
- 張天祥博士，SBS，JP
- 陳家亮教授，SBS，JP
- 劉燕卿女士，SBS，JP
- 蔡潔如女士，SBS，JP
- 鄧偉江先生，SBS，JP
- 蕭如彬先生，SBS，JP
- 鍾錦華工程師，SBS，JP
- 劉業成先生，SBS，PDSM
- 成漢强先生，SBS，MH
- 鄭明明女士，SBS
- 黎　明先生，SBS，MH
- 閻惠昌先生，SBS
- 吳秋北博士，SBS
- 陳清泉教授工程師，SBS
- 諸立力先生，SBS

### 銀英勇勳章
- 許俊威先生，MBS
- 楊枝財先生，MBS
- 鍾浩文先生，MBS

### 紀律部隊及廉政公署卓越獎章
香港警察卓越獎章
- 李建輝先生，PDSM，PMSM
- 余達松先生，PDSM
- 何德承先生，PDSM（Mr. Patrick Douglas Gerard HODSON, P.D.S.M.）
- 李志恒先生，PDSM
- 卓孝業先生，PDSM

香港消防事務卓越獎章
- 陳兆君先生，FSDSM
- 丘志安先生，FSDSM
- 梁冠康工程師，FSDSM

香港入境事務卓越獎章
- 馮毅華先生，IDSM

香港海關卓越獎章
- 鄧以海先生，CDSM，CMSM
- 連順賢先生，CDSM，CMSM

香港懲教事務卓越獎章
- 伍秀慧女士，CSDSM
- 楊俊偉先生，CSDSM

政府飛行服務隊卓越獎章
- 康貫中先生，GDSM

香港廉政公署卓越獎章
- 朱敏健先生，IDS
- 廖莉莉女士，IDS

### 銅紫荊星章
- 吳永嘉議員，BBS，JP
- 張學修先生，BBS，MH，JP
- 陸　海女士，BBS，MH，JP
- 麥文浩先生，BBS，MH，JP（Mr. Manohar Narindas MELWANI, B.B.S., M.H., J.P.）
- 蔡關頴琴女士，BBS，MH，JP
- 戴耀華先生，BBS，MH，JP
- 鍾偉平先生，BBS，MH，JP
- 李細燕女士，BBS，JP
- 陶桂英女士，BBS，JP
- 王敏超先生，BBS，JP
- 吳國偉先生，BBS，JP
- 李鉅標工程師，BBS，JP
- 施榮忻先生，BBS，JP
- 范瑩孫醫生，BBS，JP
- 唐偉章教授，BBS，JP
- 夏雅朗博士，BBS，JP（Dr. Aron Hari HARILELA, B.B.S., J.P.）
- 高育賢女士，BBS，JP
- 陸慧玲女士，BBS，JP
- 程卓端醫生，BBS，JP
- 鄭卓標先生，BBS，JP
- 潘任惠珍女士，BBS，MH
- 顏尊廉先生，BBS，MH
- 譚惠珍女士，BBS，MH
- 伍志強先生，BBS，MH
- 李誠權先生，BBS，MH
- 郭志樑先生，BBS，MH
- 陳健彬先生，BBS，MH
- 羅犖銘先生，BBS，MH
- 丁新豹教授，BBS
- 王賢誌先生，BBS
- 李聖潑先生，BBS
- 林亮添先生，BBS
- 林家禮博士，BBS
- 徐永華先生，BBS
- 梁曼華女士，BBS
- 陳立銘先生，BBS
- 馮培漳先生，BBS
- 黃偉文工程師，BBS
- 黎啓生先生，BBS
- 戴德謙先生，BBS
- 羅莎莉女士，BBS（Mrs. Sally LO, B.B.S.）

### 銅英勇勳章
- 李觀發先生，MBB
- 胡君權先生，MBB
- 張文浩先生，MBB
- 張家和先生，MBB
- 郭嘉和先生，MBB
- 覃文傑先生，MBB
- 鄭銳國先生，MBB

### 紀律部隊及廉政公署榮譽獎章
香港警察榮譽獎章
- 文達成先生，PMSM
- 文達輝先生，PMSM
- 王得財先生，PMSM
- 朱國儀先生，PMSM
- 周錫健先生，PMSM
- 林偉明先生，PMSM
- 林樹榮先生，PMSM
- 馬炳堯先生，PMSM
- 張偉文先生，PMSM
- 戚銘任先生，PMSM
- 梁志添先生，PMSM
- 陳俊燊先生，PMSM
- 陳綺麗女士，PMSM
- 陳鏡榮先生，PMSM
- 温俊良先生，PMSM
- 黃國賢先生，PMSM
- 黃瑞昌先生，PMSM
- 鄭美侖女士，PMSM
- 錢志安先生，PMSM
- 霍樂生先生，PMSM
- 鮑湛誠先生，PMSM（Mr. James Harold BETTS, P.M.S.M.）
- 譚柱軒先生，PMSM

香港消防事務榮譽獎章
- 康鏡輝先生，FSMSM
- 連達榮先生，FSMSM
- 陳文光先生，FSMSM
- 陳志成先生，FSMSM
- 湯忠偉先生，FSMSM
- 黎錦榮先生，FSMSM
- 羅信堂先生，FSMSM

香港入境事務榮譽獎章
- 朱志強先生，IMSM
- 張定基先生，IMSM
- 鄒慧儀女士，IMSM
- 歐陽振輝先生，IMSM

香港海關榮譽獎章
- 伍士端先生，CMSM
- 范子光先生，CMSM
- 張天龍先生，CMSM
- 許偉明先生，CMSM

香港懲教事務榮譽獎章
- 黃劍平先生，CSMSM
- 楊建聲先生，CSMSM
- 鄧啟璋先生，CSMSM
- 龍國泉先生，CSMSM
- 謝淑娟女士，CSMSM

政府飛行服務隊榮譽獎章
- 馮寶賢機長，GMSM

香港廉政公署榮譽獎章
- 李景成先生，IMS
- 李群珠女士，IMS
- 莊德明先生，IMS

### 榮譽勳章
- 釋寬運法師，MH
- 馬錦華先生，MH，JP
- 何立基先生，MH，JP
- 鄭新文教授，MH，JP
- 羅仁禮先生，MH，JP
- 邱戊秀先生，MH
- 劉佩玉女士，MH
- 蘇炤成先生，MH
- 朱立威先生，MH
- 李冠洪先生，MH
- 李詠民先生，MH
- 姚國威先生，MH
- 梁文廣先生，MH
- 梁國鴻先生，MH
- 陸勁光先生，MH
- 黃卓健先生，MH
- 鄭志成先生，MH
- 簡銘東先生，MH
- 尹錦安先生，MH
- 禾獲特先生，MH（Mr. Max John WOODWARD, M.H.）
- 吳少祺先生，MH
- 吳炳坤先生，MH
- 巫雨田先生，MH
- 李卡度先生，MH
- 李純鶴先生，MH
- 林靄嫻女士，MH
- 姚錦成先生，MH
- 高凡迪爾先生，MH（Mr. Michael Richard COVERDALE, M.H.）
- 張伯勳先生，MH
- 張敬樂先生，MH
- 張嘉懿女士，MH
- 梁峻榮先生，MH
- 荷　迪先生，MH（Mr. James Paul HOOD, M.H.）
- 陳美娟女士，MH
- 陳浩鈴女士，MH
- 陳麗群女士，MH
- 雲天壯先生，MH
- 劉少懷醫生，MH
- 歐詠芝女士，MH
- 蘇祐安先生，MH
- 丹馬克先生，MH（Mr. Max Cameron DENMARK, M.H.）
- 史戴爾斯先生，MH（Mr. Hugo Eden STILES, M.H.）
- 何子樂女士，MH
- 吳國群先生，MH
- 吳瑪玲女士，MH
- 呂金房先生，MH
- 呂英英女士，MH
- 李光華先生，MH
- 李忠斯先生，MH（Mr. Lee Ross JONES, M.H.）
- 李南玉博士，MH
- 李清鳳女士，MH
- 李勝幟先生，MH
- 李嘉兒女士，MH
- 李劉麗卿女士，MH
- 李慧冰女士，MH
- 李鋈發先生，MH
- 林伊利女士，MH
- 虎拿當尼先生，MH（Mr. Alessandro NARDONI, M.H.）
- 邱為鈞先生，MH
- 唐大錦先生，MH
- 孫名峯先生，MH
- 孫勵生先生，MH
- 張家豪先生，MH
- 梁兆輝教授，MH
- 梁　敏教授，MH
- 梁頌恩女士，MH
- 梁廣泉先生，MH
- 郭柏雅先生，MH
- 陳正欣博士，MH
- 陳碧文先生，MH
- 陳鄭玉卿醫生，MH
- 陳錦榮先生，MH
- 陳錦福先生，MH
- 彭德忠先生，MH
- 惲福龍先生，MH
- 植順群女士，MH
- 馮卓能先生，MH
- 黃焯添先生，MH
- 楊毅（楊劍華）先生，MH
- 萬三權先生，MH
- 葉長春先生，MH
- 葉陳幔利女士，MH
- 靴貝特先生，MH（Mr. Liam Thomas HERBERT, M.H.）
- 劉昌壽（蔡昌壽）先生，MH
- 劉桂超先生，MH
- 劉國和先生，MH
- 劉婉儀女士，MH
- 歐鎮銘先生，MH
- 鄧寶善教授，MH
- 黎啟穗先生，MH
- 黎萬利先生，MH（Mr. Ben RIMENE, M.H.）
- 蕭妙文先生，MH
- 蕭頴瑩女士，MH
- 鍾福維工程師，MH
- 羅台秦博士，MH
- Ms Lisa CHRISTENSEN，MH

### 行政長官社區服務獎狀
- 巫成鋒先生
- 馬淑燕女士
- 黃冰芬女士
- 劉桂容女士
- 鄧銘泰先生
- 羅曉楓先生
- 孔偉成先生
- 尹洪輝先生
- 王聰穎女士
- 伍兆緣先生
- 朱文佳先生
- 朱偉明先生
- 江沛偉先生
- 何一鳴先生
- 何允輝先生（Mr. Rafeek KIKABHOY）
- 何宛淇女士
- 何凱桐先生
- 何煒霖先生
- 何錦昌先生
- 吳子翔先生
- 吳友強先生
- 吳玫薈女士
- 李世基先生
- 李玉娟女士
- 李家堅先生
- 李清霞女士
- 李幗喜女士
- 李曉桐女士
- 李燕燕女士
- 李錦強先生
- 李錦雄工程師
- 李應榮先生
- 林月萍女士
- 林志偉先生
- 林建群醫生
- 林曉鋒博士工程師
- 施幸余女士
- 馬君正女士
- 馬詠茹女士
- 高肇蔚先生
- 區佩兒女士
- 崔浩然先生
- 張志聰先生
- 張家朗先生
- 梁子軒先生
- 梁仲權醫生
- 梁嘉儒先生
- 莫宛螢女士
- 許家俊先生
- 許健文先生
- 郭文坤先生
- 郭　永先生
- 陳永光先生
- 陳宏謀先生
- 陳佩怡女士
- 陳俊傑先生
- 陳烈輝先生
- 陳健樂女士
- 陳皖蓉女士
- 陳義光先生
- 陳睿琳女士
- 麥卓賢先生
- 麥國輝先生
- 傅振光先生
- 勞力行教授
- 單偉彪先生
- 曾志文女士
- 曾鈴茵女士
- 曾德軒先生
- 曾耀棠先生
- 先生
- 華美玲女士
- 黃鈞源先生
- 黃筠陶女士
- 黃慧敏女士
- 黃輝民先生
- 楊子加先生
- 楊珍美女士
- 楊凱寧女士
- 葉梓豐先生
- 葉穎寶女士
- 廖國敏先生
- 趙顯臻先生
- 劉志遠先生
- 劉冠濠先生
- 劉碧堅先生
- 劉　毅先生
- 劉錦棠先生
- 蔡世鴻先生
- 蔡志忠先生
- 蔡俊彥先生
- 蔡　培先生
- 鄧俊文先生
- 鄧美儀女士
- 鄧順儀女士
- 鄭俊樑先生
- 鄭莉梅女士
- 黎偉傑先生
- 蕭國健先生
- 蕭景威先生
- 繆正賢先生
- 謝文忠博士
- 謝晉軒先生
- 謝影雪女士
- 謝德樺先生
- 聶麗霞女士
- 羅廖耀芝女士
- 譚釗怡先生
- 譚凱琳女士
- 關耀基先生
- 顧可容女士
- Mr Vijay HARILELA

### 行政長官公共服務獎狀
- 李炳威先生，JP
- 鄭楚明博士，JP
- 謝凌駿先生，JP
- 方緯邦先生
- 伍根全先生
- 宋文娟女士
- 宋柏毅先生
- 李立信先生
- 李建誠先生
- 李國賢先生
- 李景雄先生
- 李煒森先生
- 李漢良先生
- 沈文亮先生
- 周進其先生
- 林啓志先生
- 林瑞蓮女士（Miss Nasreen KHATTAK）
- 洪瑞賢女士
- 紀枝萍女士
- 胡喜珍女士
- 胡煜華先生
- 胡耀中先生
- 張波達先生
- 張培仲先生
- 郭立熙先生
- 郭俊民先生
- 陳子健先生
- 陳旭輝先生
- 陳志明工程師
- 陳發龍先生
- 陳漢瑛先生
- 麥錦燦先生
- 先生
- 黃英傑先生
- 黃樂奇先生
- 葉其青先生
- 歐健華先生
- 鄭啟謙先生
- 鄭耀俊先生
- 盧世昌工程師
- 謝惠貞女士